# 3057 Mälaren
A 3057 Mälaren (ideiglenes jelöléssel 1981 EG) a Naprendszer kisbolygóövében található aszteroida. Edward L. G. Bowell fedezte fel 1981. március 9-én.